# لولیتا فلورس
لولیتا فلورس (اسپانیایی: Lolita Flores‎؛ زادهٔ ۶ مهٔ ۱۹۵۸) بازیگر، خواننده و مجری تلویزیون اهل اسپانیا است. در ۱۸ فوریه ۲۰۱۹، او مدال زرین شایستگی در هنرهای زیبا را دریافت کرد.
از فیلم‌ها یا مجموعه‌های تلویزیونی که وی در آن‌ها نقش داشته است، می‌توان به بیمارستان مرکزی و زندگی جنون‌آمیز اشاره نمود.